# Циолкош, Адам
Адам Витольд Мария Циолкош (пол. Adam Witold Maria Ciołkosz, псевдоним — Кремеровский (пол. Kremerowski); 5 января 1902, Краков — 1 октября 1978, Лондон) — польский разведчик, солдат, публицист и политик, один из наиболее влиятельных лидеров Польской социалистической партии.

## Ранняя жизнь и образование
Циолкош родился в Кракове, но уже через год, в 1902, он и его семья переехали в Тарнов. Его отец, Каспер, был активным сторонником независимости Польши. Его мать, Мария Идзиковска, была дочерью ветерана Январского восстания.
Циолкош окончил гимназию в Тарнове, а затем изучал юриспруденцию в Ягеллонском университете. Будучи студентом, Циолкош вступил в движение социалистов.

## Разведка и борьба за независимость
В гимназии, Циолкош присоединился к скаутской организации, «Завиша Чёрный». Позже он был основателем и организатором скаутинга в Закопане. Во время Первой мировой войны, он жил в Вене.
В октябре 1918 года он и отряд польских скаутов, взял в плен австрийские войска в Тарнове. В ноябре он был одним из самых молодых разведчиков, которые участвовали в битве за Львов.
В 1919 году Циолкош был возведен в младшие лейтенанты. Он также был организатором польского скаутского движения в Вармии и Мазурие и участвовал в Силезских восстаниях.

## Политическая карьера
В 1921 он вступил в Польскую социалистическую партию (ППС) и одновременно стал деятелем Союза независимой социалистической молодёжи. В 1928 году, в возрасте 27 лет, он был избран членом Сейма Польши от Польской социалистической партии. Был переизбран в 1930 году, но на этот раз санация властей не позволила ему снова стать депутатом. Циолкош был одним из самых ярых критиков режима санации, за что был арестован, осужден в результате Брестского процесса наряду с другими лидерами Центролева и приговорен к трем годам тюремного заключения.
После немецкого вторжения в Польшу в 1939 году, Циолкош, его жена Лидия и сын бежали первыми в Румынию, а затем во Францию и Англию. После войны как антисталинист выступал против советского контроля над ПНР. Циолкош оставался активным политиком и в эмиграции, и вскоре был избран лидером социалистической партии в изгнании и был им до своей смерти в Лондоне; участвовал в учредительном съезде Социалистического Интернационала в 1951 году. Его жена Лидия умерла в 2002 году в возрасте 99 лет.